# Ulrychów (Warszawa)

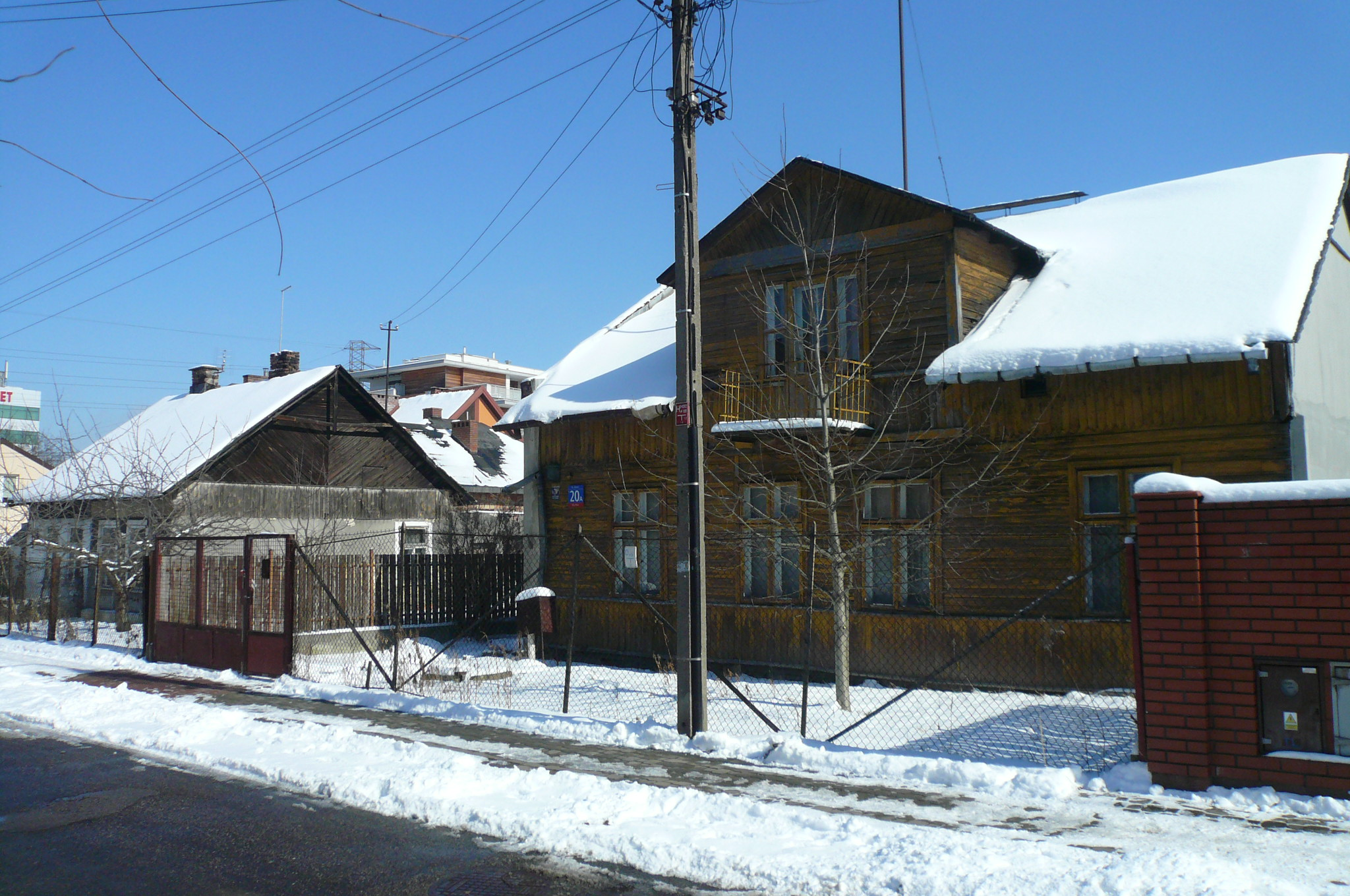
Drewniane domy na Ulrychowie

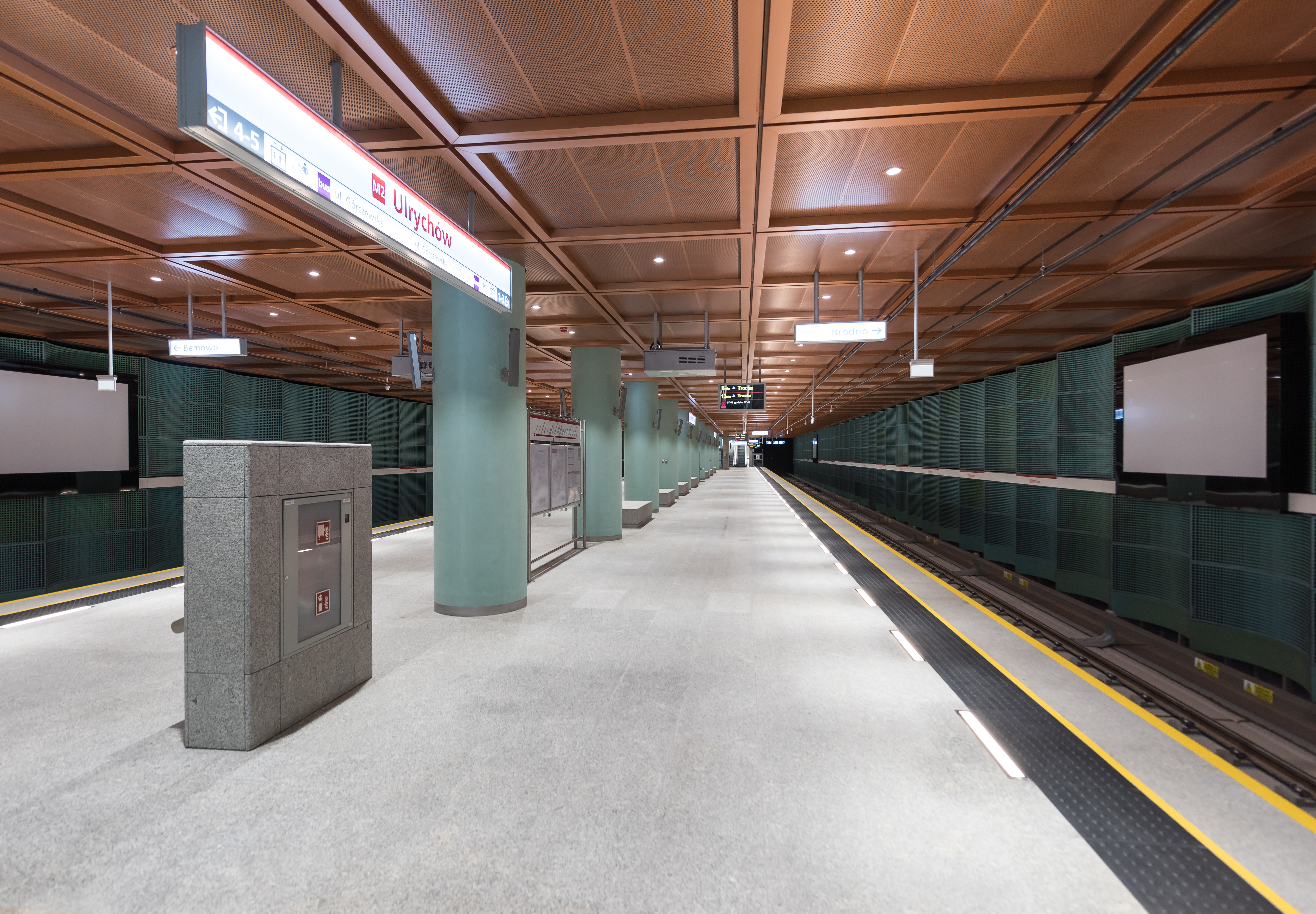
Stacja metra Ulrychów

Ulrychów – część miasta i obszar Miejskiego Systemu Informacji w dzielnicy Wola w Warszawie.

## Położenie
Ulrychów jako nazwa osiedla lub części miasta długo nie pojawiała się na planach Warszawy. Można ją odnaleźć dopiero na mapie topograficznej z lat 80. (wcześniej przed przyłączeniem tego rejonu do Warszawy na mapach topograficznych opisywano Ogrody Ulrycha), a na planach miasta – od końca lat 90. Zwykle nazwą tą opisuje się rejon ul. Jana Olbrachta lub Księcia Janusza.
Wyodrębniony w latach 90. w ramach dzielnicy Wola obszar MSI Ulrychów znajduje się pomiędzy:
- od północy: ul. Górczewską od północy, oddzielającą Ulrychów od obszaru MSI Koło,
- od zachodu: odcinkiem linii kolejowej nr 509 Warszawa Gdańska – Warszawa Główna Towarowa, oddzielającym Ulrychów od dzielnicy Bemowo,
- od południa: ul. Wolską, oddzielającą Ulrychów od obszaru MSI Odolany,
- od wschodu: al. Prymasa Tysiąclecia, oddzielającą Ulrychów od obszaru MSI Młynów.

## Historia
Historia Ulrychowa związana jest z rodziną Ulrichów, zajmującą się komercyjną działalnością ogrodniczą na terenie Warszawy od 1712 r. W miejscu dawnych carskich ogrodów wojskowych założyli oni szklarnie, szkółki i uprawy roślinne w ramach działalności największej wówczas warszawskiej firmy ogrodniczej "C. Ulrich", tzw. Ogrodów Ulrichów. To od nazwiska właścicieli gospodarstwa wzięła się nazwa tej części miasta - Ulrychów - a w ramach inwestycji powstały m.in. stumetrowe szklarnie i pierwsza na terenie ówczesnej Polski uprawa ananasów. Przedsiębiorstwo zajmowało teren ponad 48 ha w czasach największej świetności. Uprawy warzyw i owoców trwały do wybuchu drugiej wojny światowej w 1939 r. W czasach PRL teren ogrodów został zaniedbany i z czasem działalność ogrodnicza wygasła.
Administracyjnie, część tego obszaru już w 1916 leżała w ówczesnych granicach Warszawy, a zachodnią część (obszar leżący w przybliżeniu na zachód od ul. Księcia Janusza i Jana Olbrachta) przyłączono do Warszawy w 1951.

## Charakterystyka
W latach 50.-80. XX w. obszar poddany był urbanizacji i zabudowywany osiedlami domów jednorodzinnych oraz bloków mieszkalnych. Z dawnych czasów zachowało się kilka międzywojennych kamienic oraz fragment ogrodów Ulricha wraz ze zdewastowanymi szklarniami i dworkiem – dziś na tych terenach znajduje się centrum handlowe Wola Park z fragmentami zachowanych obiektów Ogrodów Ulrichów (pałacyk, szklarnie, część parku). W 2021 r. rozpoczęła się modernizacja ocalałych pozostałości po Ogrodach mająca na celu stworzenie wielofunkcyjnej przestrzeni komercyjnej, zawierającej m.in. funkcje gastronomiczne i kulturalne.
XXI w. jest okresem intensywnego rozwoju Ulrychowa: modernizowane są istniejące budynki mieszkalne, ulice i punkty handlowe. Na przełomie roku 2006 i 2007 w zbiegu ulic Jana Olbrachta, Redutowej i Góralskiej powstało prawdziwe centrum osiedla: plac z rondem i kościołem Dobrego Pasterza, który stał się centrum osiedla.
Druga dekada lat dwutysięcznych przyniosła także duże inwestycje infrastrukturalne na terenie obszaru. 4 kwietnia 2020 roku został otwarty wolski odcinek II linii warszawskiego metra, a 30 czerwca 2022 roku stacja metra Ulrychów. 5 marca 2022 r. rozpoczęła się modernizacja linii tramwajowej na ul. Marcina Kasprzaka, obejmująca przebudowę węzła przesiadkowego Reduta Wolska i fragmentu linii tramwajowej na ul. Wolskiej.
Znaczną część Ulrychowa zajmują tereny zielone: 
- Reduta Wolska wraz z cmentarzem prawosławnym, cerkwią św. Jana Klimaka i kościołem św. Wawrzyńca,
- rzymskokatolicki cmentarz Wolski,
- największy w Polsce cmentarz wojenny - cmentarz Powstańców Warszawy, z pomnikiem Gloria Victis i izbą pamięci,
- jedyny w Polsce cmentarz karaimski,
- przedwojenny park im. gen J. Sowińskiego w którym znajduje się zmodernizowany amfiteatr działający w ramach Wolskiego Centrum Kultury,
- współczesny park im. Edwarda Szymańskiego w Warszawie.

W ramach budżetu obywatelskiego kolejne istniejące tereny zielone są modernizowane i zamieniane w obszary zieleni zorganizowanej, np. skwer Karaimski, tereny spacerowe przy ul. Redutowej czy „spacerownik” przy ul. Józefa Sowińskiego.
Również na terenie Ulrychowa znajduje się pierwszy w Polsce kościół Jezusa Chrystusa Świętych w Dniach Ostatnich (mormonów), a w osiedlu domków jednorodzinnych na zachodnim Ulrychowie zachowała się pewna liczba zabytkowych domów drewnianych, przypominających stylem architekturę kurpiowską.